# Lasioglossum hewetti
Lasioglossum hewetti är en biart som först beskrevs av Cockerell 1913.  Lasioglossum hewetti ingår i släktet smalbin, och familjen vägbin. Inga underarter finns listade i Catalogue of Life.